# Hilsenbergia orbicularis
Hilsenbergia orbicularis är en strävbladig växtart som först beskrevs av John Hutchinson och E. A. Bruce, och fick sitt nu gällande namn av J. S. Mill. Hilsenbergia orbicularis ingår i släktet Hilsenbergia och familjen strävbladiga växter. Inga underarter finns listade i Catalogue of Life.